# Joaquim Ferreira (atleta)
Joaquim da Silva Ferreira (nascido em 15 de abril de 1937) é um atleta de fundo português. Ele competiu nos 3000 metros com obstáculos nos Jogos Olímpicos de Verão de 1960.